# Budfalva
Budfalva (románul Budești, jiddisül בודשט) falu Romániában, Máramaros megyében, a történeti Máramarosban.

## Fekvése
Máramarosszigettől 25 kilométerre délre, a Kaszó (Casău) partján található. Országúton a DN18-as útról 12 kilométer után letérve a DJ109-es úton közelíthető meg.

## Nevének eredete
Nevét a 14. század második felében élt Lunkovoj fia Bud kaszói (azóta eltűnt környékbeli falu) kenézről kapta. Először 1361-ben Buthfalva, majd 1405-ben Bwdfalva néven említették.

## Népessége
- 1880-ban 1761 lakosa volt, ebből 1462 román és 227 német (jiddis) anyanyelvű; 1497 görögkatolikus és 246 zsidó vallású. Tótosbányát 1910-ben 164 személy lakta, közülük 111 magyar, 49 román és 4 német anyanyelvű; 115 római és 49 görögkatolikus vallású.
- 2002-ben 2547 lakosából 2544 volt román nemzetiségű; 2456 ortodox és 69 görögkatolikus vallású.

## Története
1361 és 1402 között telepítette Lunkovoj fia Bud kenéz. Luxemburgi Zsigmond 1405-ben Balk, Drág és János fiainak adta kenézségét. A későbbiekben román kisnemesi falu volt. 1624 után beléolvadt Vincfalva (Vincest). Egy könyv 1647-ből származó bejegyzése és a La mănăstire helynév alapján szerzetes közössége létezett. 1720-ban tiszta nemesi falu, negyven nemesi telekkel.
A 18. század végén határátkelőhely volt Erdély felé, harmincad- és postahivatallal. Lakói zsindelykészítéssel, szénégetéssel és szalmakalap-kötéssel foglalkoztak, termékeiket Kapnikon adták el.
1781 körül kezdődött a határában már korábban is ismert érclelőhelyek komolyabb kitermelése. Az 1840-es években főként székely bányászokat költöztettek Zsarámpóra (Zserapó, Zsarápabánya, románul: Jereapăn) és Tótosbányára (románul: Totoș). A két telepnek saját katolikus temploma, később kisebb vízerőműve is volt. 1867-ben a zsarámpói Anna, Ilona, István, Anna Mária, az oncapataki Keresztelő Szt. János bányákban és Tótos Miklós bányájában összesen kilencvenhatan dolgoztak. 1881-ben a zsarámpói Anna, Ilona és  Ágoston bányákban aranyat, ezüstöt és galenitot, a tótosi Pál-bányában bornitot és galenitot termeltek ki. 1936-ban megépült flotációs üzeme is, amely rövid időre új lendületet adott az aranybányászatnak. 1934-től új vájatokat ástak az Anca/Oanța és a Râul Mare-völgy ólom- és ezüsttartalmú teléreihez. 1956-ban a telepeket bezárták.
1848. október 4-én a nemesi kiváltságai elvesztése miatt lázadozó lakosság megkergette a lecsillapítására kiküldött Reviczky János főbiztost és a dombokon lövöldözött, de a Tafelmájer Károly vezette szigeti nemzetőrség harc nélkül kibékítette az elégedetlenkedőket.
Először 1746-ban írtak össze három zsidó családot a faluban. 1846-ig a közösség létszáma 64 főre nőtt. Főként a haszid irányzatot követték, 1870, majd 1890 körül építettek maguknak zsinagógát. Közvetlenül a II. világháború előtt váltak önálló hitközséggé. 1944-ben a gettósítás elől húsz zsidó fiatal az erdőkbe menekült, akik közül tizenhatan meg is érték a szovjet bevonulást. 1947-ben kb. száz túlélőt számláltak össze.

## Látnivalók
- A falu alsó felében a Szent Miklósnak szentelt fatemplom, 1643-ból. Egyike annak a nyolc építménynek, amelyek közösen kerültek a világörökség listájára Máramaros fatemplomai néven. 1762-ben a vidék egyik híres ikonfestője, Alexandru Ponehalschi díszítette ki a pitvart, a hajót és az ikonosztázt. Királykapuja 1628-ból való, moldvai mester műve. A szentély falait 1832-ben Ioan Opriș festette. 1922-ben az ablakokat megnagyobbították és a pitvart elválasztó falba nyílásokat vágtak, hogy az asszonyok is nyomon követhessék a liturgiát. Mindez a falfestményeket is érintette. Ugyanekkor építették hozzá a nyugati oldal tornácát. A templomban őrzik, néhány 16. századi ikon és későbbi üvegikonok mellett Pintye vitéz páncélingét, sisakját és II. Rákóczi Ferenc zászlaját. A kolozsvári fellebbviteli bíróság 2009. december 4-ei jogerős határozata a templomot visszajuttatta a román görögkatolikus egyház tulajdonába.
- A falu felső felében a szintén Szent Miklósnak szentelt fatemplomot 1760-ban építették. Pitvarát a 19. században meghosszabbították.

## Gazdaság
- Andezitbánya.[4]

## Képek

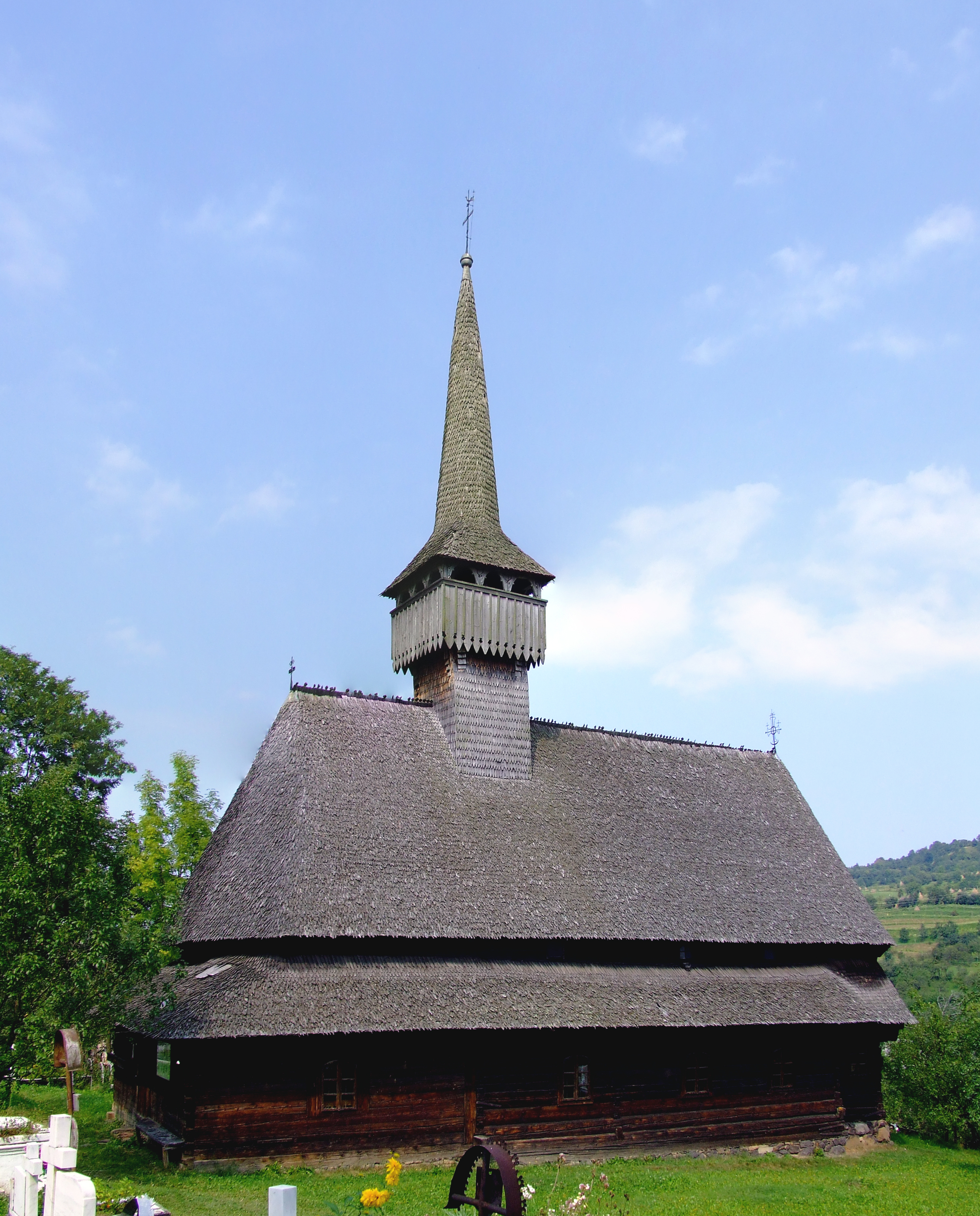
A felső fatemplom
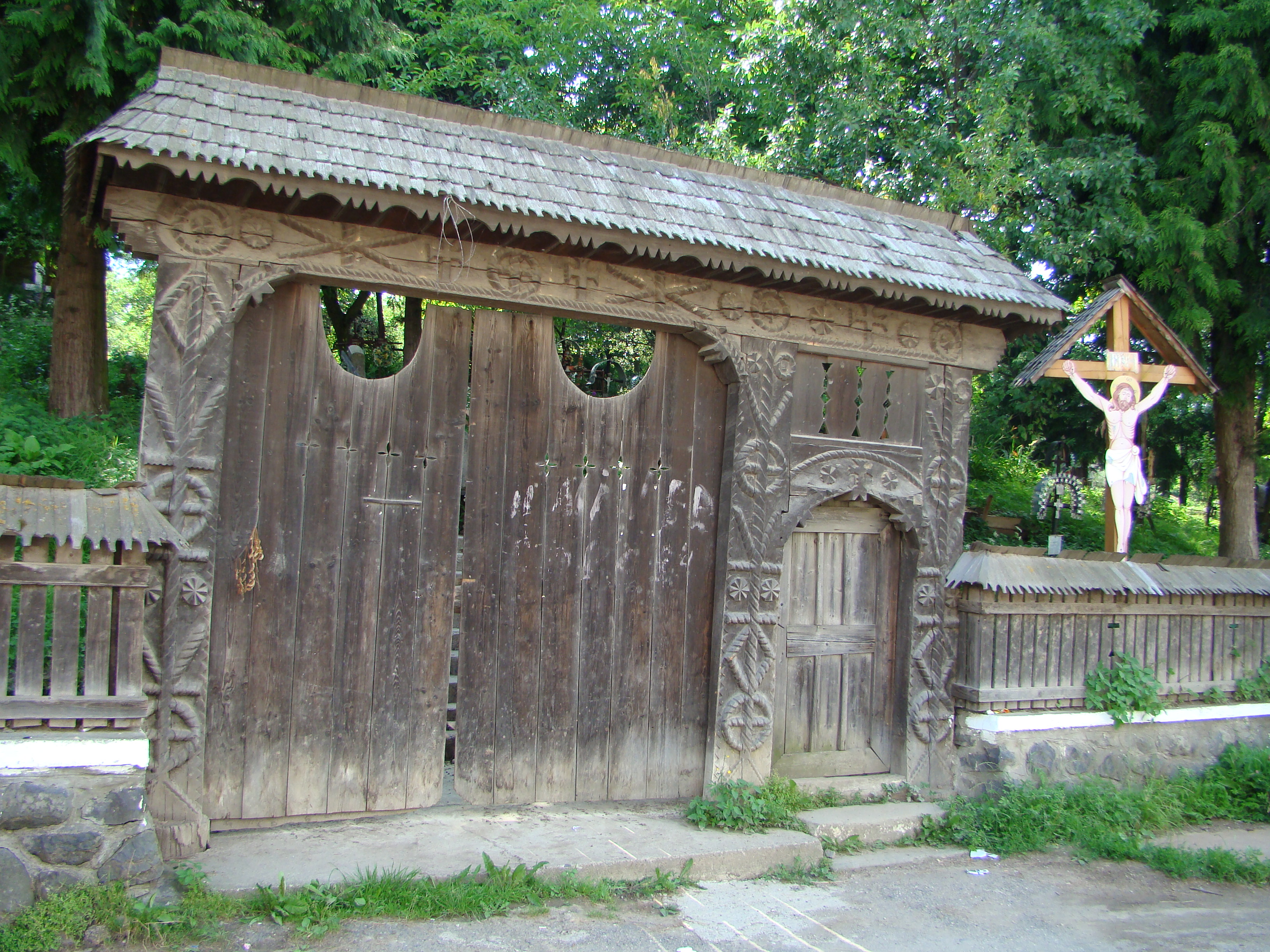
Az alsó templomkert kapuja
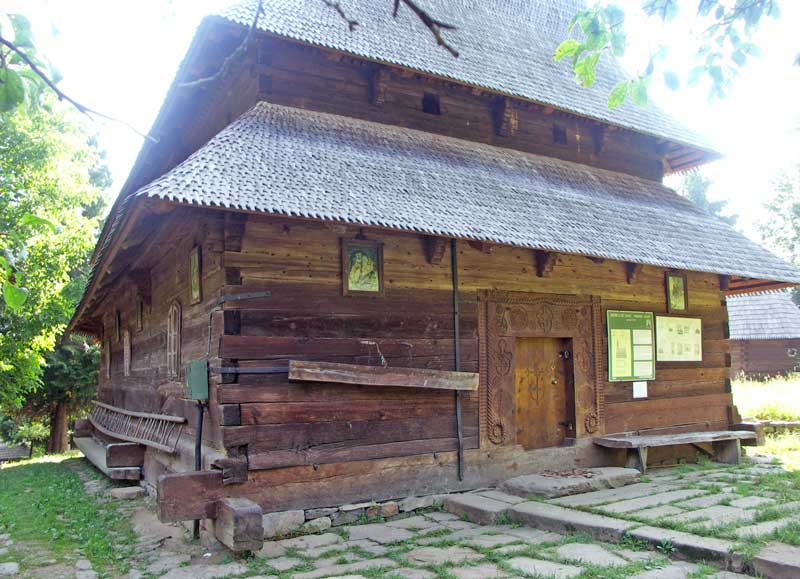
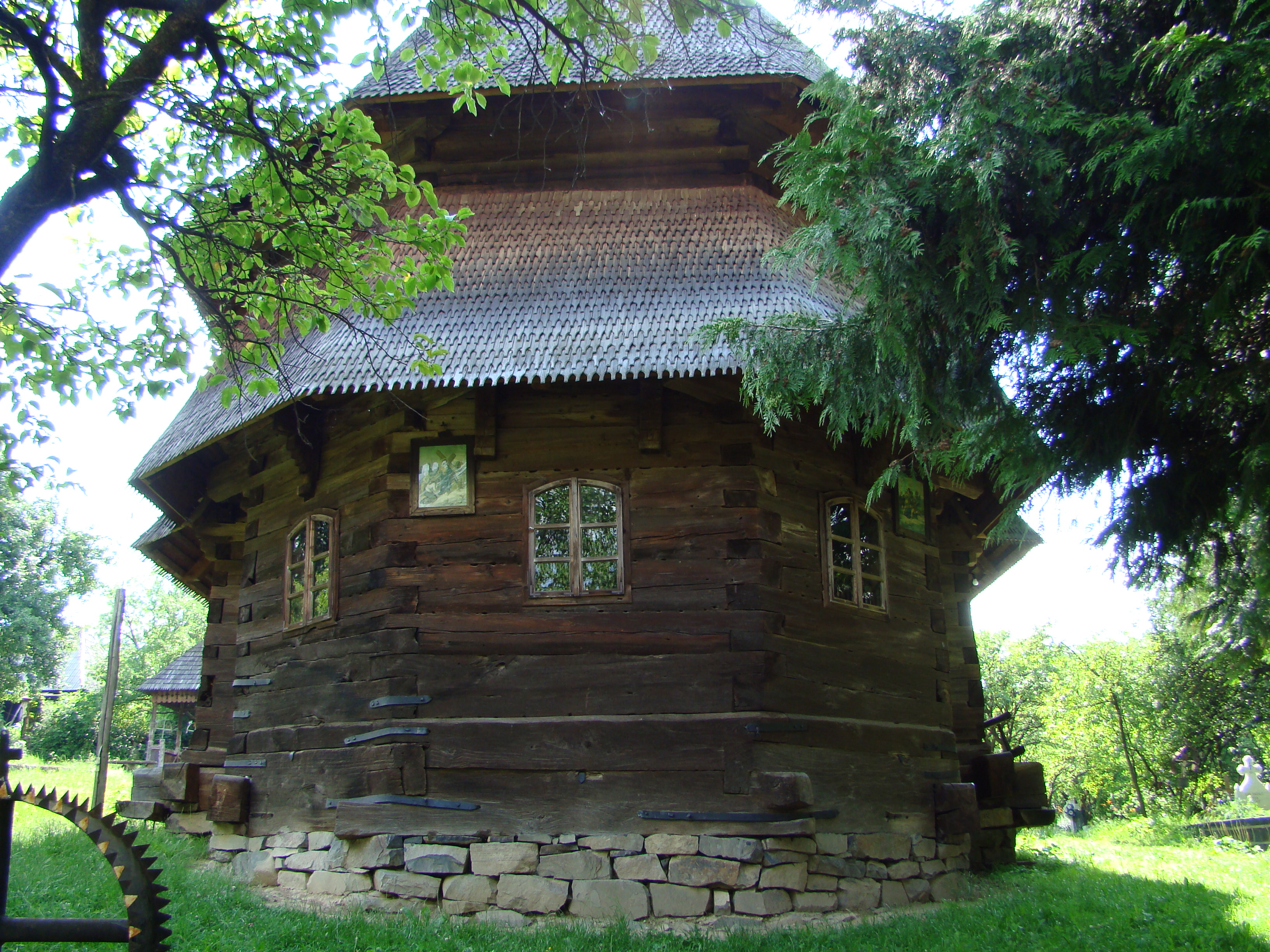